# Ladestelle

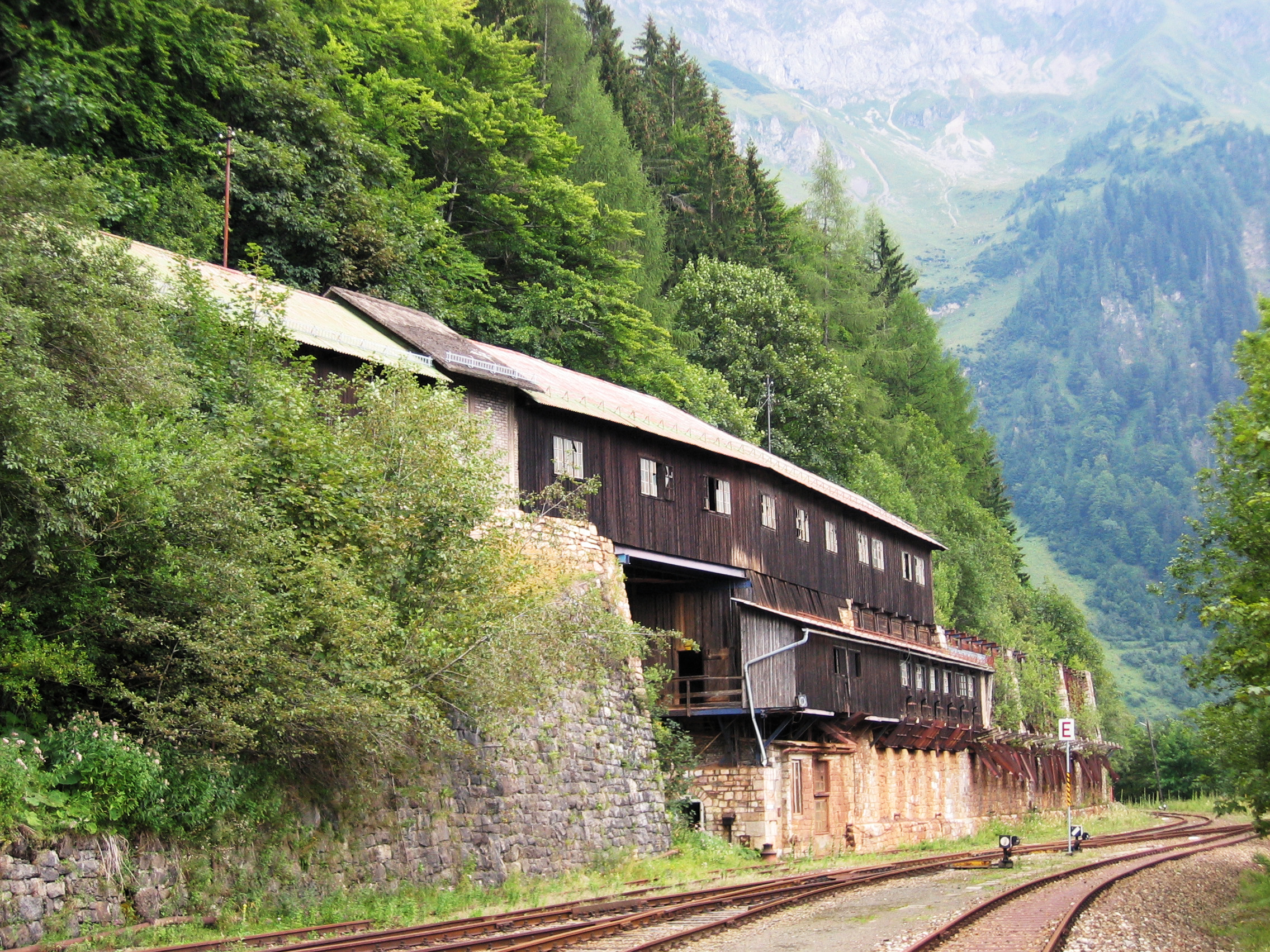
Ladestelle für die Erzverladung im Bahnhof Eisenerz

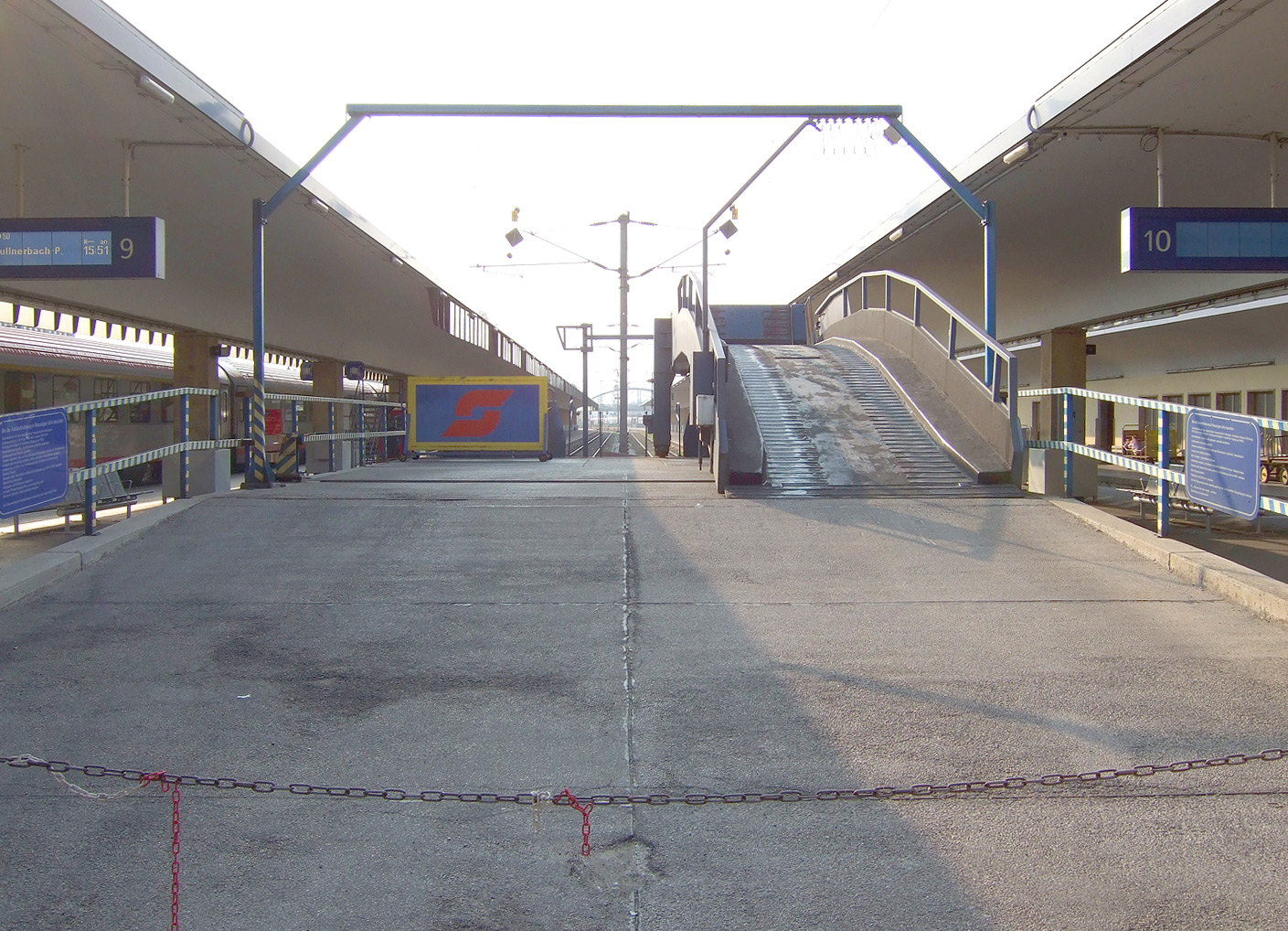
Autoverladestelle Wien Westbahnhof

Eine Ladestelle oder Verladestelle ist ein Teil einer Eisenbahnanlage, der dem Umschlag von Gütern dient. Diese kann Bestandteil eines Bahnhofes, einer Haltestelle oder eine Anlage der freien Strecke sein. Im allgemeinen Sprachgebrauch wird ebenso ein „Ladeplatz“ oft als Ladestelle bezeichnet; zudem im deutschen Eisenbahnwesen fachlich als Ortsgüteranlage. Findet an einer Ladestelle auch Personenverkehr statt, spricht man von einer Halte- und Ladestelle.  
In der Enzyklopädie des Eisenbahnwesens wurde 1915 eine Ladestelle definiert als „ein an Güterschuppen, Rampen oder Fahrstraßen liegender, zum Ein- oder Ausladen von Gütern, Tieren, Militär u.s.w. dienender Platz. In diesem Sinne wird der Ausdruck zum Beispiel in der Deutschen Militärtransportordnung gebraucht. Auch versteht man in einzelnen Gegenden unter L. an den Bahnhöfen oder an der freien Strecke gelegene, durch Gleise mit der Bahn verbundene Plätze, die von der Bahnverwaltung einzelnen Parteien zur Be- oder Entladung der für sie bestimmten Wagen überlassen sind.“
Die Ladestelle kann entweder als Ladestraße, als Güterschuppen, als Laderampe oder aus Kombinationen derer bestehen und mit oder ohne Umschlageinrichtungen – wie Krane, Förderanlagen, Füllstutzen und anderem mehr – ausgestattet sein. Sie ist immer mit einer Zufahrtsmöglichkeit an Straßen angeschlossen, ausgenommen wenn diese dem Güterumschlag zwischen Bahnen verschiedener Spurweiten dient.
Ladestellen sind nicht nur in Güterbahnhöfen, oder als Teil eines Bahnhofes mit Gesamtverkehr zu finden; sie sind ebenso in reinen Personenbahnhöfen, beispielsweise zur Autoverladung, als kleinerer Industrie-Umschlagbahnhof oder zur Versorgung von Speisewagen, anzutreffen. Ladestellen, die nicht Teil eines Bahnhofes sind, sind meist als Ausweichanschlussstellen ausgebildet und ermöglichen, dass sich der Zug in der Ausweichanschlussstelle „einschließt“, also die Strecke für den weiteren Betrieb freigibt. In diesem Fall müssen Ladestellen mit Flankenschutzeinrichtungen ausgestattet sein.